# Kongsfjorden (Berlevåg)
Kongsfjorden er en fjord på nordsiden af Varangerhalvøen i Berlevåg kommune i Troms og Finnmark fylke i Norge. Fjorden er 15 kilometer lang, og  har indløb mellem Nålneset i vest og Vestneset i øst, og går mod sydvest til Austerbotn. Risfjorden er en lille fjordarm på vestsiden af fjorden lige syd for Nålneset. Syd for Risfjorden ligger landsbyen Kongsfjord. Myrvoll er en lille bygd på vestsiden helt inderst i fjorden ved Vesterbotn.
Der ligger en række øer og holme i fjorden, blandt andet Grønøya, Helløya, Kongsøya og Skarvholmen. Veidnesodden er et næs som går omkring 5 km ud i fjorden fra vestsiden. Den indre del af fjorden bliver kaldt Straumen eller Strømmen, som igen deler sig i de to bugter Vesterbotn og Austerbotn. Indløbet til Straumen er et smalt sund. 
Fylkesvej 890 går langs vestsiden af fjorden. Den 	38,5 km lange Kongsfjordelven munder ud i Austerbotn.